# Институт ионосферы (Казахстан)
Институт ионосферы (каз. Ионосфера институты) — научное учреждение в Казахстане в городе Алма-Ате в системе Национальной академии наук Казахстана. Относился к отделению физико-математических наук НАН РК.
Институт ионосферы был образован в 1983 году на базе Сектора ионосферы (создан в 1961) при Президиуме АН Казахстана. В составе Института ионосферы имеются три научно-исследовательские лаборатории (лаборатория активных воздействий, лаборатория волновых процессов в ионосфере и лаборатория физики геокосмических связей) и три комплексные магнитно-ионосферные станции (близ города Алма-Аты, в 70 км от Караганды, в Кызылординской области близ посёлка Айтеке-Би).
Основные направления научно-исследовательских работ Института ионосферы: основание закономерности процессов, выявление эмпирических закономерностей во взаимосвязи сейсмических и физических процессов в околоземном пространстве; изучение роли метеорологических процессов в формировании F-слоя ионосферы (слоя самой высокой ионизации) при различной степени солнечной активности и структурных особенностей волновых завихрений; исследование динамики связей нестационарных ионосферных образований с солнечными и околоземными процессами на основе данных прямого и ионосферного зондирования; выявление энергетических критериев механизма влияния солнечной радиации на атмосферные динамические процессы; определение пространственно-временных характеристик вариаций потоков космических лучей под влиянием процессов в околоземном пространстве и др.
На основе проводимых исследований был сделан вывод о волновой природе динамических процессов в средней широте ионосферы; изучены взаимовлияния литосферы — атмосферы ~ ионосферы; разработаны радиофизические и геофизические методы дистанционного наблюдения динамических процессов.
Институт ионосферы проводит свои исследования в тесном сотрудничестве с научными учреждениями России, Великобритании, Канады, Франции, Индии, Чехии и других стран.
Учёные Института ионосферы принимали участие в разработке и реализации программ научно-исследовательских работ на борту орбитальной космической станции «Мир».
В связи с реорганизацией предприятия «Центр астрофизических исследований» Министерства образования и науки Республики Казахстан и его дочерних предприятий в соответствии с Постановлением Правительства № 38 от 22.01.08 года и Приказом Комитета государственного имущества и приватизации Министерства финансов Республики Казахстан от 13.06.08 года № 386 «Об учреждении Акционерного общества «Национальный центр космических исследований и технологий» (при Национальном космическом агентстве Республики Казахстан) ДГП «Институт ионосферы»  был переименован в Департамент «Институт ионосферы» АО «Национальный центр космических исследований и технологий» согласно Приказу № 27П от 16 июля 2008 года.